# Ротонда (Италия)
Ротонда (итал. Rotonda) — коммуна в Италии, расположена в регионе Базиликата, подчиняется административному центру Потенца.
Население составляет 3890 человек, плотность населения составляет 93 чел./км². Занимает площадь 42 км². Почтовый индекс — 85048. Телефонный код — 0973.
Покровителями коммуны почитаются Пресвятая Богородица (Madonna della Consolazione) и sant'Antonio di Padova, празднование с 8 до 13 июня и 18 августа.